# Palästina (Staat)
Der Staat Palästina (arabisch دولة فلسطين, DMG Daulat Filasṭīn) ist ein De-facto-Staat in Vorderasien. Er beansprucht die Gebiete des Westjordanlandes mit Ostjerusalem und den Gazastreifen. Palästina wird von 147 der 193 Mitgliedstaaten der Vereinten Nationen als Staat anerkannt; das Nachbarland Israel, die USA, die deutschsprachigen Länder und einige weitere Staaten der westlichen Welt tun dies hingegen nicht, pflegen aber offizielle Beziehungen zu ihm.
Im Jahr 1988 erfolgte die Unabhängigkeitserklärung vonseiten der Palästinensischen Befreiungsorganisation (PLO), die seitdem das gesamte von Israel seit 1967 besetzte Gebiet beanspruchte, mit Ostjerusalem als Hauptstadt. Durch mehrere Abkommen kam es ab 1994 zu einem Teil-Rückzug Israels und damit zu einer eingeschränkten Unabhängigkeit Palästinas in den Autonomiegebieten. Zu deren Selbstverwaltung wurde die Palästinensische Autonomiebehörde (PA) gegründet, welche von der Fatah angeführt wird und die seit 2013 als „Staat Palästina“ auftritt.
2007 zerfiel Palästina jedoch wegen des Fatah-Hamas-Konflikts in zwei Hoheitsgebiete: Das von der PA bzw. Fatah regierte Westjordanland mit etwa drei Millionen Einwohnern und den von der radikal-islamischen Hamas kontrollierte Gazastreifen mit etwa zwei Millionen Einwohnern. Sowohl das Westjordanland als auch der Gazastreifen werden autoritär regiert. Nach 2006 wurden in keinem der beiden Gebiete mehr Wahlen abgehalten. Die Presse- und Meinungsfreiheit sind stark eingeschränkt.
2024 erklärte der Internationale Gerichtshof in einem Rechtsgutachten, dass Israel den Gazastreifen, das Westjordanland und Ostjerusalem völkerrechtswidrig besetze. Israel müsse alle israelischen Siedler aus den besetzten Gebieten evakuieren und den Schaden ersetzen, der durch die Besatzung entstanden sei. Das Rechtsgutachten ist nicht verbindlich.

## Geschichte

### Vorgeschichte
Während des britischen Palästinamandats (seit 1920/23) begann zwischen der arabischen und der jüdischen Nationalbewegung in Palästina ein Bürgerkrieg um Land und politischen Einfluss, der 1948 nach der Rückgabe des Mandats der Briten an die Nachfolgeorganisation des Völkerbunds, die Vereinten Nationen, in den Palästinakrieg mündete. Der UN-Teilungsplan von 1947, durch den auf dem Gebiet des historischen Palästinas ein jüdischer und ein arabischer Staat entstehen sollten, scheiterte an der Ablehnung der arabischen Staaten. Nach deren Meinung hatten die Vereinten Nationen nicht das Recht, „über Palästinas Zukunft gegen den Willen und auf Kosten der dort lebenden arabischen Mehrheit zu entscheiden“. Im Palästinakrieg griff eine Allianz umliegender arabischer Staaten in den Konflikt ein. Die Nakba begann bereits Monate vor dem Krieg. Sie führte zu Flucht und Vertreibung von 700.000 arabischen Palästinensern, aus dem ehemaligen Mandatsgebiet und innerhalb desselben.
Die Palästinensische Befreiungsorganisation (PLO) wurde 1964 vom Palästinensischen Nationalrat mit dem Ziel gegründet, einen unabhängigen palästinensischen Staat auf dem gesamten ehemaligen britischen Mandatsgebiet unter erneuter Gewaltanwendung zu erzwingen. Der Mufti von Jerusalem, Mohammed Amin al-Husseini, hatte zuvor schon die Bildung einer palästinensischen Exilregierung vorgeschlagen, doch dies lehnte die Arabische Liga ab, unter anderem weil König Abdallah von Transjordanien das Heft bei der Lösung des Nahostkonflikts in der Hand behalten wollte und dabei die Konkurrenz des Muftis fürchtete.
Die Palästinensische Nationalcharta der PLO von 1964 erklärte die Region Palästina zum unteilbaren Heimatland der arabischen Palästinenser und zum Teil ganz Arabiens. Sie betrachtete den Staat Israel als illegal, womit das im Völkerrecht verankerte Existenzrecht Israels innerhalb der internationalen Gemeinschaft bestritten wurde. Der von arabischer Seite verlorene Sechstagekrieg von 1967 führte zu einer noch prekäreren Situation der PLO, die in den kommenden Jahrzehnten aus anderen Staaten wie Jordanien und dem Libanon heraus operierte, dabei jedoch auch in Konflikte mit oder in den jeweiligen Staaten geriet – in Jordanien wurde die PLO nach den Ereignissen des sogenannten Schwarzen Septembers vertrieben. Auch die geänderte Palästinensische Nationalcharta der PLO von 1968 erkannte weder den UNO-Teilungsplan für Palästina noch den international anerkannten Staat Israel an.

### Unabhängigkeitserklärung 1988
Im Juli 1988, während der Ersten Intifada der Palästinenser, verzichtete Jordanien auf seine Ansprüche bezüglich des Westjordanlandes. Hussein I. von Jordanien forderte die PLO dazu auf, sich eigenständig um einen arabischen Staat in Palästina zu bemühen. Im November 1988 verabschiedete der Palästinensische Nationalrat daraufhin die Palästinensische Unabhängigkeitserklärung. Der mit ihr ausgerufene Staat Palästina existierte in Folge de facto jedoch nur auf dem Papier, da keinerlei Kontrolle über das beanspruchte Staatsgebiet bestand.
Ebendieses Staatsgebiet war in der Unabhängigkeitserklärung selbst nicht definiert worden. In einem wenige Tage später verabschiedeten offiziellen Zusatz präzisierte der Palästinensische Nationalrat, dass er sich auf Resolution 242 des UN-Sicherheitsrates berief und die 1967 von Israel besetzten Gebiete beanspruche, im Einzelnen den Gazastreifen und das Westjordanland mit Ostjerusalem als Hauptstadt des Staatsgebiets. Bis 1988 hatte die PLO die UN-Resolution 242 noch abgelehnt und verlangt, Israel müsse alle besetzten Gebiete vollständig räumen. Da die Ausrufung des Staates zu einem Zeitpunkt erfolgte, als sich die PLO im tunesischen Exil befand und keine Kontrolle über die beanspruchten Gebiete ausübte, kam dem Schritt allerdings ohnehin zunächst nur symbolische Bedeutung zu. Dennoch hatten bis 1990 fast 100 Staaten einen Staat Palästina anerkannt, u. a. die Deutsche Demokratische Republik (DDR).

### Erreichen der Teilautonomie und Konflikte
Nach der gescheiterten Ersten Intifada entwickelte sich der Oslo-Friedensprozess, in dem die PLO Verhandlungen mit Israel über das seit 1988 angestrebte reduzierte Staatsgebiet aufnahm. Durch das Gaza-Jericho-Abkommen wurden die palästinensischen Autonomiegebiete geschaffen, in denen die palästinensisch geführte Autonomiebehörde fortan die Kontrolle über Teile des Westjordanlands sowie des Gazastreifens übernahm, welche vor 1967 durch Jordanien bzw. Ägypten besetzt gehalten worden waren und nach dem verlorenen Sechs-Tage-Krieg nun von Israel kontrolliert wurden.

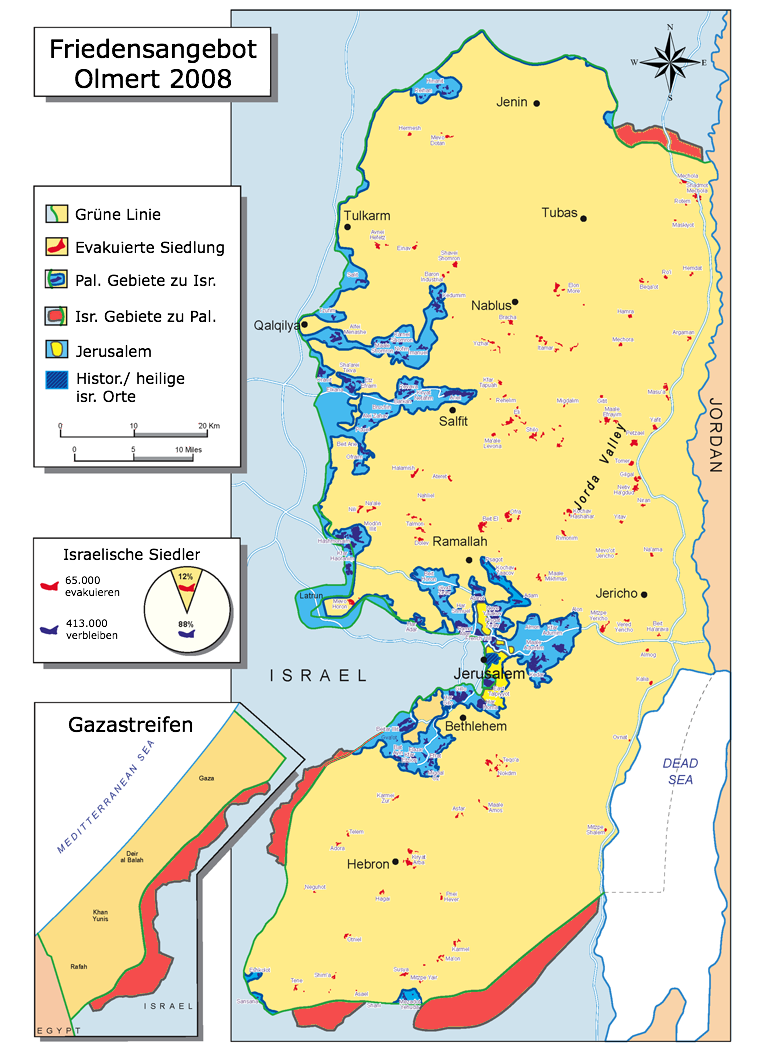
Vom damaligen israelischen Ministerpräsidenten Ehud Olmert vorgelegtes Friedensangebot mit Lösung des Siedlungsproblems durch einen territorialen Austausch zur Erschaffung eines souveränen Staates Palästina.

Erklärtes Ziel blieb die Errichtung und internationale Anerkennung eines unabhängigen Staates. Die erhoffte Herausbildung staatlicher Strukturen wurde jedoch von zwei wesentlichen Faktoren gehemmt: zum einen die fortgesetzte israelische Besatzung, zum anderen die Politik der PLO, vor allem die des Präsidenten der Autonomiegebiete, Jassir Arafat. So wurden in den 1990er-Jahren zwar verschiedene Behörden und ein großer Sicherheitsapparat geschaffen, jedoch „Anstrengungen hinsichtlich der Etablierung moderner staatlicher Strukturen hintangestellt“, darunter vor allem politische Integration und Partizipation oppositioneller und/oder gesellschaftlicher Organisationen sowie sozioökonomische Entwicklungen; Universitäten, Schulen, Krankenhäuser, Kindergärten, Energie- und Wasserversorgung, Kläranlagen, Müllabfuhr, freie Märkte etc. blieben unterentwickelt. Es entstand in den selbstverwalteten palästinensischen Gebieten „vielmehr […] ein Herrschaftssystem […], das als neopatrimonial bezeichnet werden kann. Es stützt sich nicht in erster Linie auf die aus den demokratischen Wahlen hervorgegangenen Institutionen, sondern auf informelle und klientelistische Strukturen und auf einen einschüchternden Zwangsapparat.“ Institutionell bestand und besteht außerdem die aus demokratischer Sicht problematische Konstellation, dass die Autonomiebehörde nicht über ein selbstständiges Außenministerium verfügt. Diese Aufgabe, darunter vor allem die Repräsentanz der Palästinenser vor den Vereinten Nationen, wird direkt von der PLO gesteuert.
Über die Ursachen des erneuten Ausbrechens der Gewalt wird in der Forschung noch gestritten. Als Auslöser kann allerdings die Provokation Ariel Scharons gegenüber den Palästinensern genannt werden, indem er am 28. September 2000 unter dem Schutz hunderter israelischer Ordnungskräfte den Tempelberg (Haram ash-Scharif) im Rahmen seines Wahlkampfes besuchte und sich seinen eigenen Landsleuten damit als „starker Mann“ präsentieren konnte. Gleich am nächsten Tag kam es zu Demonstrationen und Unruhen seitens der palästinensischen Bevölkerung und diese eskalierte dann zur Zweiten Intifada. Weitverbreitete Unzufriedenheit unter den Palästinensern wurde von der PLO in der gewaltsamen Zweiten Intifada (auch genannt: Al-Aqsa-Intifada) kanalisiert, während der sich insbesondere die radikal-islamische Hamas als Opposition zur PLO profilierte. Nach dem Scheitern des Aufstands gewann die Hamas auch politisch zunehmend Einfluss, was in einem Sieg der Organisation bei den Wahlen zum palästinensischen Legislativrat 2006 gipfelte. Da Israel und westliche Verbündete die Hamasregierung jedoch durch Sanktionen isolierten und sie als Verhandlungspartner ablehnten, behielt die PLO unter Führung von Arafats Nachfolger Mahmud Abbas zumindest außenpolitisch ihre Führungsrolle.
Israels einseitiger Abkoppelungsplan von 2005 hatte den Abzug aller Israelis aus dem Gazastreifen zur Folge. Der Kampf um die freigewordenen ehemals jüdischen Gebiete wurde blutig ausgetragen; es kam zum Kampf um Gaza im Juni 2007. Es gelang der Hamas, die Fatah aus dem Gazastreifen zu vertreiben. Die internationalen Friedenshoffnungen, das nun autonome Gaza könne sich mit den internationalen finanziellen Hilfen zu einem aufstrebenden Bildungs- und Handelszentrum im arabischen Raum entwickeln, erfüllten sich jedoch nicht. Es folgte der jahrelange, anhaltende Beschuss israelischer Zivilbevölkerung mit mehreren tausend Qassam- und Katjuscha-Raketen aus dem Gazastreifen. Medien bezeichneten die Kämpfe als Krieg. Daraus gingen die Operation Gegossenes Blei und die Operation Protective Edge hervor. Innenpolitisch führte diese Situation seit 2006 zum Fatah-Hamas-Konflikt, der im April 2014 durch einen Versöhnungspakt und die Bildung einer Einheitsregierung beigelegt wurde. Im Oktober 2016 zog die Hamas nach einer einseitigen Kabinettsumbildung durch Abbas jedoch ihre Minister aus dem Kabinett ab. Spätestens seitdem ist Palästina faktisch in den Herrschaftsbereich der Hamas im Gazastreifen und die von der Fatah der PLO kontrollierten Autonomiegebiete im Westjordanland geteilt.
Genau 50 Jahre nach dem Jom-Kippur-Krieg am 7. Oktober 2023 begann die islamistische Terrororganisation Hamas aus dem Gazastreifen einen Terrorangriff auf Israel. Tausende Raketen wurden auf Israel geschossen, etwa 1.200 israelische Zivilisten getötet und etwa 250 entführt. Israel verhängte daraufhin den Kriegszustand und startete eine Offensive auf den Gazastreifen mit dem Ziel, die Hamas auszuschalten. Dabei wurde die zivile Infrastruktur im Gazastreifen beschädigt. Der Präsident der Palästinensischen Autonomiebehörde, Mahmud Abbas, erklärte, dass Palästinenser das Recht hätten, sich gegen den „Terror der Siedler und Besatzungstruppen“ zu wehren. Mehr als eine Woche nach dem Angriff der Terrororganisation Hamas auf Israel distanzierte sich Palästinenserpräsident Abbas von dieser. Ihre Taten und Politik „repräsentieren nicht das palästinensische Volk“, so Abbas.
2024 verabschiedete die Knesset eine Resolution, in der die Gründung eines palästinensischen Staates abgelehnt wurde.

## Bevölkerung

Bevölkerungsentwicklung in Mio. Einwohnern

Alterspyramide in 1000 Einwohnern (2017)

Gegenwärtig (2017) leben im beanspruchten Staatsgebiet geschätzt rund 4,95 Mio. Einwohner (inkl. Ost-Jerusalem), davon 3,01 Mio. im Westjordanland und 1,94 Mio. im Gazastreifen. Die Zahl der israelischen Siedler betrug 2015 ca. 617.291, davon in Ost-Jerusalem ca. 214.135. Der Gazastreifen ist seit Israels einseitigem Abkoppelungsplan und dem Abzug aller seiner israelischen Bewohner 2005 fast ausschließlich von Menschen arabischer Herkunft bewohnt. Der Großteil der Palästinenser im Nahen Osten verteilt sich auf folgende Gebiete bzw. Länder: Westbank und Gazastreifen: 38 % (inkl. Ost-Jerusalem); Israel: 12 %; arabische Länder: 44 %; 6 % andere Länder (2014).
Mit dem Staat Palästina eng verbunden ist das Schicksal der vor Jahrzehnten geflüchteten palästinensischen Araber. Sie und ihre Nachkommen leben mitunter bis heute in arabischen Flüchtlingslagern als Staatenlose, die von Eigentumsrechten, wirtschaftlichen Möglichkeiten, Bildungsangeboten und medizinischer Versorgung ausgeschlossen sind. Der einzige arabische Staat, der palästinensischen Flüchtlingen die volle Staatsbürgerschaft anbot, war Jordanien. Auch Israel akzeptierte die verbliebenen Araber als Bürger mit allen juristischen und politischen Rechten. Als Staatsangehörige im Sinne des Artikel 5 der Palästinensischen Nationalcharta vom 17. Juli 1968 werden als Palästinenser „solche arabische Staatsangehörige“ definiert, „die bis zum Jahr 1947 regulär in Palästina ansässig waren, ohne Rücksicht darauf, ob sie von dort vertrieben wurden oder dort verblieben. Jedes Kind eines palästinensischen Vaters, das nach diesem Zeitpunkt geboren wurde – (sei es nun) in Palästina oder außerhalb – ist ebenfalls Palästinenser.“

## Politik
Die palästinensischen Autonomiegebiete werden verwaltet von der palästinensischen Autonomiebehörde (die sich seit 2013 „Staat Palästina“ nennt), deren Organe aber weitestgehend deckungsgleich mit den Organen der PLO sind, was auf die historische Entwicklung der Unabhängigkeitserklärung und den Status der PLO bei den Vereinten Nationen zurückzuführen ist. So fungiert das Exekutivkomitee der PLO auch als provisorisches Regierungsgremium des „Staates“, in dem grundlegende Entscheidungen getroffen werden und das etwa mit den Vereinten Nationen korrespondiert. Ebenso werden die Minister der Autonomiebehörde gegenüber internationalen Organisationen auch als „Minister“ des Staates Palästina benannt. Die Legislative besteht aus dem – nicht demokratisch gewählten – Palästinensischen Nationalrat (für die PLO), der allerdings seit 1998 nur einmal 2018 zusammengetreten ist, und dem Palästinensischen Legislativrat (für die Autonomiebehörde), der seit 2007 nicht mehr getagt hat.
Obwohl eigentlich alle vier Jahre vorgeschrieben, wurden seit der Unabhängigkeitserklärung bisher nur dreimal nationale Wahlen in Palästina durchgeführt: Die ersten Wahlen 1996, als Jassir Arafat mit 89,8 % als Präsident bestätigt wurde, die Präsidentschaftswahl nach dessen Tod am 9. Januar 2005, in der Mahmud Abbas mit 67,4 % gewählt wurde und die Parlamentswahl am 25. Januar 2006, bei der die Hamas mit 44,5 % knapp stärkste Kraft wurde vor der Fatah mit 41,4 %. Daraufhin spaltete sich der Staat im Fatah-Hamas-Konflikt und das Parlament trat seitdem nicht nochmal zusammen. Seit dem Ablauf seiner Amtszeit im Jahre 2009 hält auch Mahmud Abbas das Präsidentenamt ohne demokratische Grundlage, aktuell mit dem Kabinett Mustafa.
Obwohl die palästinensischen Autonomiebehörde unter Leitung der Fatah international als die einzige Regierung der gesamten palästinensischen Autonomiegebiete anerkannt ist, kontrolliert sie seit 2007 faktisch nur noch das Westjordanland, während der Gazastreifen unter der Gewalt der Hamas steht. Diese beansprucht auch das gesamte Staatsgebiet Israels als Teil Palästinas, während die Fatah dies seit den 1990er-Jahren nicht mehr tut.

## Verwaltungsgliederung
Die Palästinensischen Autonomiegebiete des Westjordanlandes und des Gazastreifens wurden nach der Unterzeichnung des Gaza-Jericho-Abkommens am 4. Mai 1994 in Kairo in drei Gebiete (Area A, Area B und Area C) und 16 Gouvernements (arabisch محافظة muhāfaza, DMG muḥāfaẓa) unterteilt und unter die rechtliche Zuständigkeit der Palästinensischen Autonomiebehörde (PNA) gestellt.
| Gouvernement         | Fläche (km²) | Einwohner (2020) | Einw./km² |
| -------------------- | ------------ | ---------------- | --------- |
| Dschenin             | 583          | 332.050          | 570       |
| Tubas                | 402          | 64.507           | 160       |
| Tulkarm              | 246          | 195.341          | 794       |
| Nablus               | 605          | 407.754          | 674       |
| Qalqilya             | 166          | 119.042          | 720       |
| Salfit               | 204          | 80.225           | 395       |
| Ramallah und al-Bira | 855          | 347.818          | 407       |
| Jericho              | 593          | 52.355           | 88        |
| Jerusalem            | 345          | 461.666          | 1340      |
| Bethlehem            | 659          | 229.884          | 349       |
| Hebron               | 997          | 762.541          | 764       |
| Westjordanland       | 5655         | 3.053.183        | 540       |
| Nordgaza             | 61           | 403.457          | 6610      |
| Gaza                 | 74           | 695.967          | 9400      |
| Dair al-Balah        | 58           | 294.260          | 5070      |
| Chan Yunis           | 108          | 401.582          | 3720      |
| Rafah                | 64           | 252.703          | 3950      |
| Gazastreifen         | 365          | 2.047.969        | 5610      |

## Status und internationale Anerkennung

### Die Staatlichkeit Palästinas und die Rolle der Palästinensischen Autonomiebehörde
| Anerkennung erfolgt Anerkennung angekündigt | Anerkennung erwogen Keine Anerkennung |

Gegenwärtiger Stand der Internationalen Anerkennung Palästinas

Die PLO strebt unter Führung von Mahmud Abbas, dessen Präsidentschaft eines Staates Palästina formal von seiner Rolle als Präsident der Palästinensischen Autonomiebehörde getrennt ist, die Anerkennung eines Staates Palästina als Vollmitglied bei den Vereinten Nationen sowie die volle Souveränität über die beanspruchten Gebiete an. Israel, der unmittelbare Nachbar, der die Kontrolle über Teile des von der PLO beanspruchten Territoriums ausübt, erkennt Palästina nicht als Staat an.
Die Staatlichkeit von Palästina wird derzeit von 147 der 193 UN-Mitgliedsstaaten anerkannt. Die Bundesrepublik Deutschland, die Republik Österreich und die Schweizerische Eidgenossenschaft erkennen Palästina nicht als Staat an, pflegen jedoch diplomatische Beziehungen zu den Vertretern der Palästinensischen Autonomiebehörde. Das Verwaltungsgericht Freiburg beschied 2021 in einer ausländerrechtlichen Frage, unabhängig von der Frage staatlicher Anerkennung existiere derzeit de facto kein palästinensischer Staat; es begründete dies mit der Abwesenheit einer einheitlichen staatlichen Autorität, und dem Stand der im Rahmen des gescheiterten Oslo-Friedensprozesses zwischen der PLO und Israel geschlossenen Verträge, welche den Palästinensern die für die de facto Existenz eines Staates maßgebliche Kontrolle über ihre äußeren und inneren Angelegenheiten bisher nicht, oder nur teilweise eingeräumt hat. Oft wird Palästina zu den De-facto-Staaten gerechnet.
Inwieweit die derzeit von der PLO kontrollierte Autonomiebehörde verwaltungs- und regierungstechnisch in einem solchen Staat aufgehen oder abgelöst werden soll, ist Gegenstand organisationsinterner Debatten. Am 5. Januar 2013 ordnete Präsident Abbas per Dekret an, künftig im Amtsverkehr anstelle von „Palästinensische Autonomiebehörde“ die Bezeichnung „Staat Palästina“ zu verwenden. Auf offiziellen Dokumenten, Siegeln, Briefköpfen und Internetseiten der Autonomiebehörde wurde der Name „Palestinian National Authority“ gegen „State of Palestine“ ausgetauscht und das Wappen des Staates Palästina seither verwendet. Dieser Schritt hatte de jure keine Auswirkungen auf die Trennung der Verwaltung der palästinensischen Autonomie von der PLO-Körperschaft. De facto treten aber nun Institutionen der Autonomiebehörde mit dem Anspruch auf, einen souveränen Staat zu repräsentieren. So bezeichnet sich das Kabinett Hamdallah II als Regierung des Staates Palästina, obwohl laut einem Beschluss des Nationalrats von 1988 das Exekutivkomitee der PLO als Regierung des Staates fungiert.

### Vereinte Nationen
| Zustimmung | Enthaltung | Ablehnung | abwesend |

Anerkennung Palästinas als Beobachterstaat:
Ergebnisse der UN-Resolution:

Die PLO wurde 1974 von den Vereinten Nationen als Interessenvertretung des palästinensischen Volkes anerkannt und erhielt einen Sonderstatus, der es Vertretern der PLO erlaubte, an UN-Sitzungen teilzunehmen, allerdings vorerst ohne Rederecht. Nach der Ausrufung des Staates Palästina 1988 traten die Vertreter der PLO unter diesem Namen vor den Vereinten Nationen auf; 1998 erhielten sie das erweiterte Recht, an Debatten der Generalversammlung teilzunehmen, allerdings weiterhin ohne Stimmrecht. Seit dem 31. Oktober 2011 ist Palästina Mitglied der UNESCO.
Am 29. November 2012 wurde der Status der PLO-Delegation als Staat Palästina zum Beobachterstaat (‚non member observer state‘ status) der Vereinten Nationen aufgewertet (UN-Resolution 67/19). Der Antrag des palästinensischen Präsidenten Mahmud Abbas erhielt 2012 in der Abstimmung in der Generalversammlung 138 Ja- und neun Nein-Stimmen bei 41 Enthaltungen und fünf Abwesenheiten.
Nach der Abstimmung betonte der Generalsekretär der Vereinten Nationen Ban Ki-moon, die Statusaufwertung sei kein Ersatz für direkte Verhandlungen zwischen den Konfliktparteien. Deutschland enthielt sich der Stimme, während u. a. Österreich, die Schweiz, Liechtenstein und Luxemburg dafür stimmten. Israel reagierte auf den Beschluss der UNO mit einer Forcierung seiner Siedlungspolitik.
Durch die Anerkennung als Nichtmitgliedstaat mit Beobachterstatus ermöglichten die Vereinten Nationen dem Staat Palästina zudem Klagen beim Internationalen Gerichtshof (IGH) und beim Internationalen Strafgerichtshof (IStGH) zu erheben. Dem Römischen Statut beitreten zu wollen, hatte Präsident Abbas bereits am 21. Januar 2009 erklärt und am 31. Dezember 2014 schließlich das Statut unterzeichnet, wirksam wurde die Aufnahme am 1. April 2015. Im April 2014 trat Palästina schließlich der Genfer Konvention, der Haager Landkriegsordnung sowie 13 weiteren UN-Konventionen bei. Israel reagierte mit Wirtschaftssanktionen auf diese diplomatische Offensive.
Im April 2024 brachte Algerien einen Resolutionsentwurf (S/2024/312) in den Sicherheitsrat der Vereinten Nationen ein mit dem Ziel, der Generalversammlung der Vereinten Nationen die Aufnahme Palästinas als Vollmitglied der Vereinten Nationen zu empfehlen. Eine solche Empfehlung des Sicherheitsrates ist die formelle Voraussetzung für eine Abstimmung über die Mitgliedschaft in der Generalversammlung, wo wiederum eine Zweidrittelmehrheit erforderlich ist. Die zunächst im Sicherheitsrat für die Annahme der entsprechenden Resolution erforderliche Mehrheit von neun Mitgliedern wurde zwar mit zwölf Ja-Stimmen erreicht, jedoch aufgrund des Vetos des ständigen Mitgliedes Vereinigte Staaten abgelehnt; die Schweiz und das Vereinigte Königreich enthielten sich. Im Mai 2024 stimmte die UN-Generalversammlung mit 143 Stimmen (25 Enthaltungen, 9 Gegenstimmen) für eine Vollmitgliedschaft Palästinas und verlangte vom Sicherheitsrat eine Empfehlung für die Aufnahme auszusprechen. Die Entscheidung der Generalversammlung ist nicht verbindlich, dementsprechend hat Palästina nach wie vor kein Stimmrecht und kann für UN-Organe nicht kandidieren, Vertreter Palästinas dürfen jedoch Änderungsanträge einbringen und auch zu Themen sprechen, die nicht mit dem Nahostkonflikt in Verbindung stehen.